# کوبی (گرجستان)
کوبی (به لاتین: Kobi) یک منطقهٔ مسکونی در گرجستان است که در شهرداری کازبگی واقع شده‌است. کوبی ۳ نفر جمعیت دارد و ۱٬۹۷۰ متر بالاتر از سطح دریا واقع شده‌است.